# Cerastium dinaricum
Cerastium dinaricum är en nejlikväxtart som beskrevs av Günther von Mannagetta und Lërchenau Beck och Szysz. Cerastium dinaricum ingår i släktet arvar, och familjen nejlikväxter. Inga underarter finns listade i Catalogue of Life.